# Automotrice
Un'automotrice è un rotabile circolante su linee ferroviarie in grado di muoversi autonomamente, in quanto dotato di uno o più apparati motori e relativo sistema di trasmissione, adibito al contempo al trasporto di viaggiatori, presentando così l'aspetto esteriore di una carrozza ferroviaria. Lo stesso termine nacque come semplificazione del termine originario, più lungo, carrozza automotrice.

## Storia

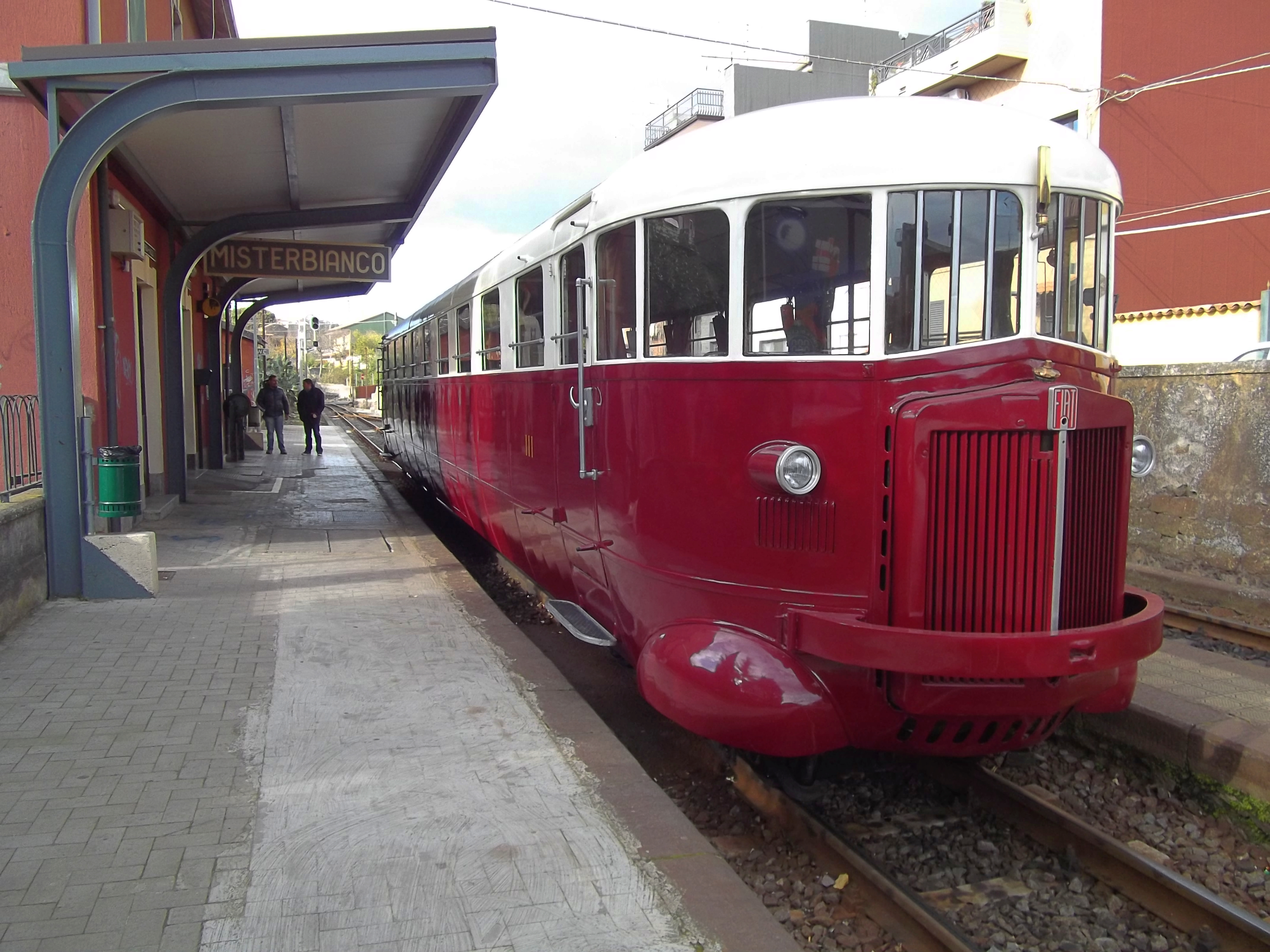
L'ALn 56.06 della Ferrovia Circumetnea (appartenente alla serie delle ALn 56.01-06), del 1937, restaurata e riportata nella livrea originale, fotografata alla stazione di Misterbianco il 22 dicembre 2012.

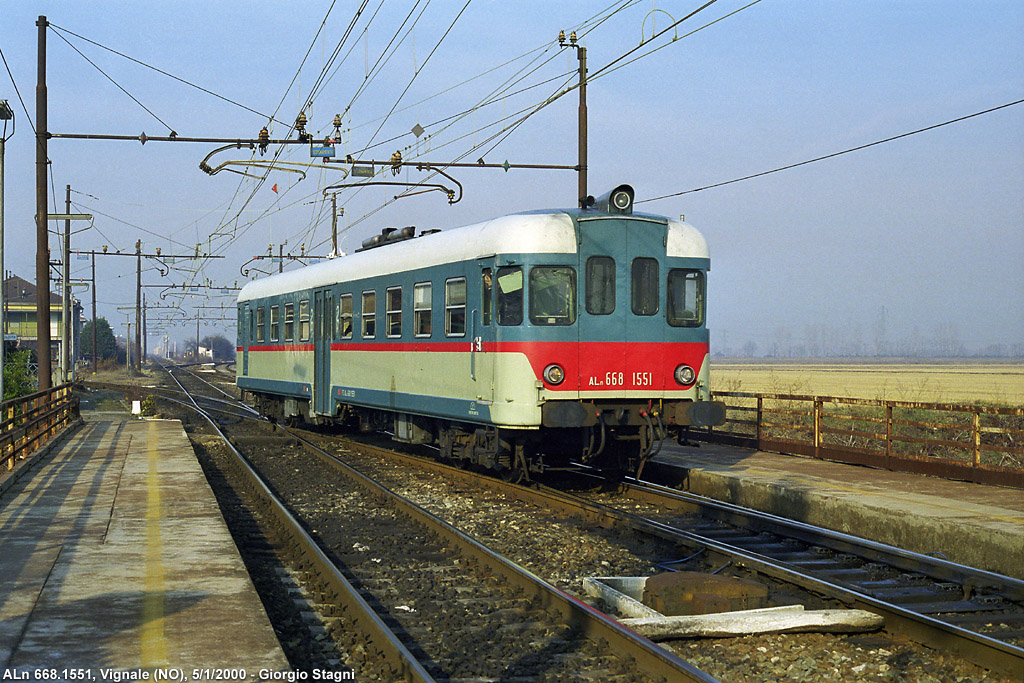
L'ALn 668.1551 delle Ferrovie dello Stato, in arrivo a Vignale.

Le automotrici vennero inizialmente progettate e realizzate soprattutto per risolvere una serie di problemi che affliggevano l'esercizio delle linee secondarie: il bilancio d'esercizio sempre più deficitario e l'eccessiva lentezza dei treni composti di materiale ordinario e locomotiva a vapore nelle tratte con molte fermate, cose che le rendevano sempre meno competitive rispetto al crescente traffico su strada.
Le prime realizzazioni furono simili ai veicoli tranviari all'alba del XX secolo; in vari stati europei ove esistevano fabbriche di materiale motore vennero realizzate sia automotrici a vapore che con motori elettrici a corrente continua, alimentati da linea aerea, terza rotaia o accumulatori.
Agli inizi degli anni dieci furono realizzati i primi rotabili dotati di un motore endotermico il più delle volte a benzina e a ciclo Otto. Si trattava tuttavia di veri e propri autobus su rotaia, cambio e freni di tipo automobilistico, di scarsa potenza che presentarono però molti inconvenienti, fra cui l'alto consumo di carburante e l'elevato rischio di incendio. Vennero realizzati in Ungheria anche rotabili con tale impostazione ma muniti di trasmissione elettrica usati a partire dal 1903 sulle linee ferroviarie della compagnia ungherese ACsEV.
Che il problema di un mezzo di trazione leggero ed economico fosse molto sentito dagli esercenti ferroviari e che non fosse solo italiano lo dimostra l'interesse suscitato nel 1925 dall'esposizione dei rotabili ferroviari di Seddin, presso Berlino, dove tra l'altro si concretizzò la decisione delle Ferrovie dello Stato di ordinare e sperimentare le automotrici DWK ivi esposte.
Nel 1934 la Fiat Ferroviaria consegnò alle Ferrovie dello Stato italiane le prime automotrici con motore Diesel, dopo che l'anno prima aveva fornito una serie denominata Auto 48 (riclassificata in seguito ALb 48); previa un'accurata campagna di stampa effettuata dal giornale "Il Popolo d'Italia", a fine ottobre del 1933 venne coniato e diffuso il termine Littorina. Tale termine accompagnerà a lungo nel gergo popolare anche altri tipi di automotrice.
Le automotrici ovunque produssero incrementi, a volte incredibili, di traffico viaggiatori perché dimezzavano le percorrenze in molti casi e avevano in genere un comfort più elevato rispetto alle vecchie carrozze a due assi e terrazzini di uso generale. Nel settore delle automotrici elettriche lo sviluppo è stato maggiormente precoce; già a partire dagli anni venti molte ferrovie secondarie private e pubbliche avevano adottato vari tipi di elettromotrici per economizzare sulla gestione.
Gli anni quaranta hanno visto nascere molti progetti innovativi nel campo della trazione termica che spesso hanno visto la luce nell'immediato Dopoguerra; sono così nate automotrici sempre più capienti e prestanti.
Le ultime evoluzioni del concetto di automotrice, sempre più confortevoli e accessoriate, hanno visto nascere composizioni binate e veri e propri treni leggeri di tre o più elementi, in versione elettrica, Diesel o bimodale e più recentemente a idrogeno o a batteria.

## Automotrici elettriche

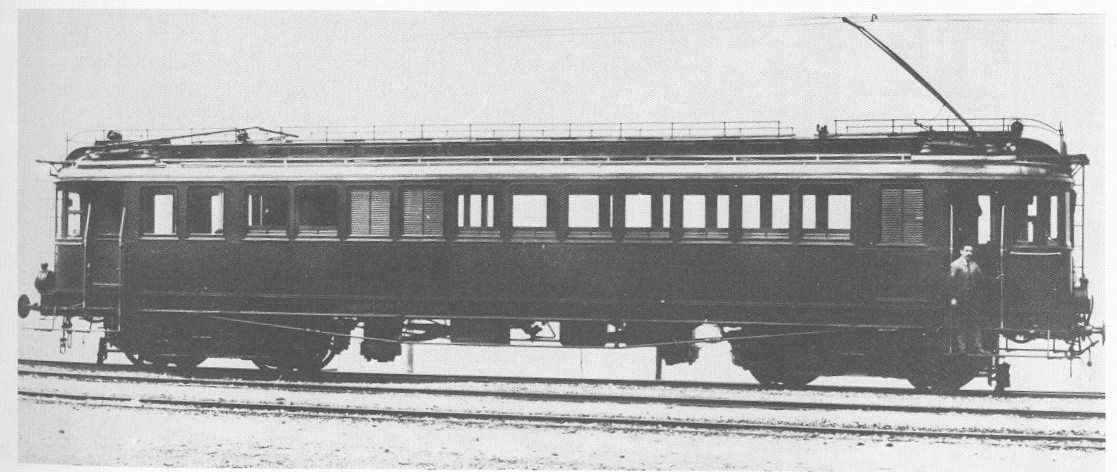
Una automotrice elettrica trifase, tipo RA 32.

Sulla scorta dell'esperienza maturata nel settore tranviario con l'uso dei motori a corrente continua a 650 Volt, furono sviluppati, in varie parti del mondo, mezzi di trazione automotori a trazione elettrica in grado di rimorchiare carrozze che, viaggiando promiscuamente con i treni ordinari su linee a grande traffico, non ne penalizzassero la circolazione a causa dello loro frequenti fermate. 
L'ostacolo principale era l'elevato costo delle linee elettriche e delle apparecchiature di produzione e alimentazione dell'energia che non giustificava l'uso della trazione elettrica se non nel caso di ferrovie con lunghe gallerie o forti pendenze. La Svizzera in tal caso fu quella che più di altri puntò sul sistema.

### Le automotrici elettriche in Italia

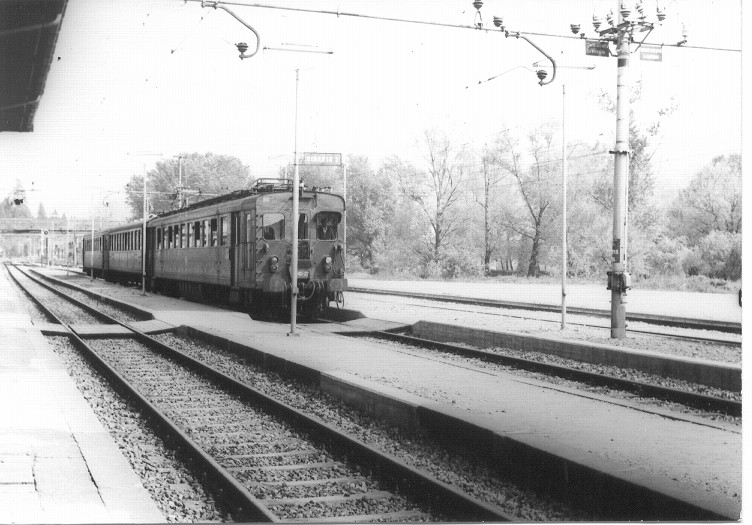
Automotrice pesante elettrica e rimorchiate delle Ferrovie Nord Milano in arrivo a Laveno nel 1979

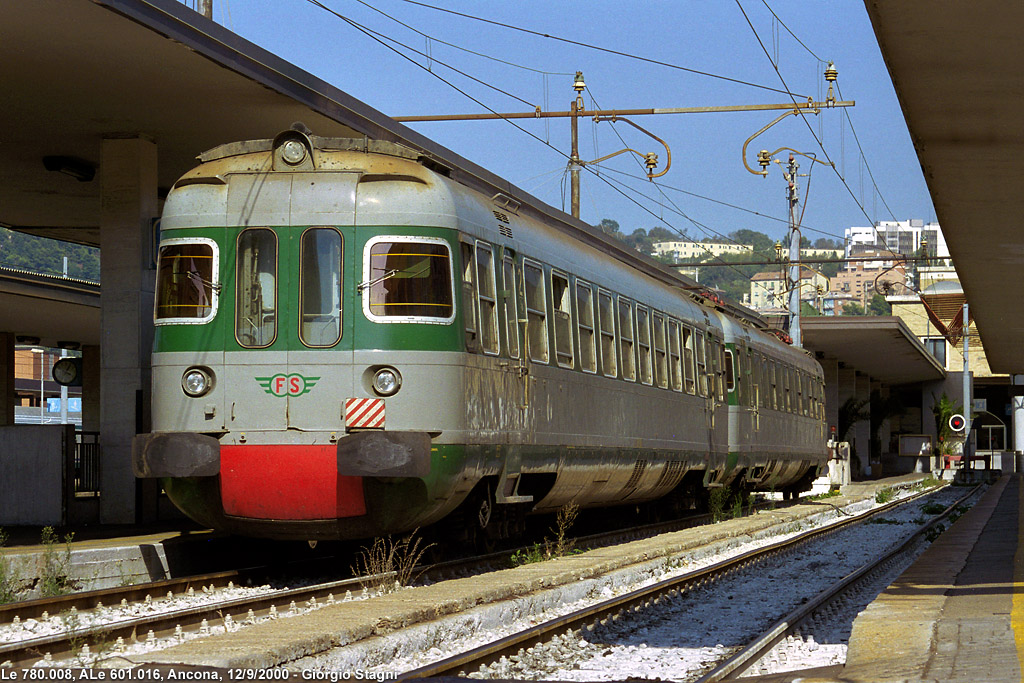
L'elettromotrice FS ALe 601.016 (serie ALe 601), e la rimorchiata Le 780.008 (in primo piano), in sosta ad Ancona, il 12 settembre 2000.

Le prime automotrici italiane furono elettriche, non a vapore. Lo scopo principale è da collegare al disavanzo di bilancio delle società ferroviarie nel caso molto frequente di treni composti da una sola vettura e al più un carro merci o un bagagliaio. 
Il sistema si diffuse nelle zone di produzione di energia idroelettrica in cui la vicinanza alle centrali di produzione ne conteneva i costi di trasporto e in seguito nelle aree suburbane attorno alle grandi città come Milano, Napoli e Roma.
Il Governo italiano, nel 1897, nell'intento di porre soluzione ai problemi dell'economicità della gestione ferroviaria, patrocinò quattro esperimenti di trazione elettrica:
- Trazione elettrica con automotrici ad accumulatori sulla Ferrovia Milano-Monza della Rete Mediterranea.
- Trazione elettrica con automotrici ad accumulatori, sulla linea Bologna San Felice sul Panaro della Rete Adriatica.
- Trazione elettrica a corrente continua a 650 volt sulla linea Milano Varese, della Rete Mediterranea, con alimentazione a terza rotaia.
- Trazione elettrica trifase ad alta tensione sulla linea della Valtellina della Rete Adriatica. Quest'ultimo esperimento fu una vera e assoluta novità mondiale che produsse l'interesse di molte ferrovie estere.

La prima realizzazione fu quella della Milano-Monza che iniziò l'esercizio nel febbraio del 1899 con una coppia di automotrici a carrelli classificate RM 5101 e 5102, dotate di due motori da 22 kW di potenza. Offrivano 64 posti a sedere e raggiungevano la velocità di 60 km/h. I motori venivano alimentati da una batteria di accumulatori al piombo disposte su due rami disponibili in serie o in parallelo. I rotabili pesavano 58 tonnellate di cui la maggior parte era costituita dalle batterie. L'esperimento, pur gradito dall'utenza, patì molti inconvenienti ed ebbe fine nel 1904.
Il secondo progetto, realizzato il 1º maggio 1901, ebbe un risultato migliore, tanto che le corse da Bologna vennero effettuate fino a Poggio Rusco e anche su Modena ma ebbe fine ugualmente nel 1903. Anche qui veniva raggiunta la velocità di 60 km/h utilizzando quattro rotabili con 52 posti a sedere, classificati 001 ÷ 004 dalla Rete Adriatica, di costruzione Diatto con due motori elettrici Ganz da 30 kW. Questi due esperimenti mostrarono la limitatezza della trazione ad accumulatori e spensero molte speranze.
Il 16 ottobre del 1901 ebbe inizio l'esercizio a corrente continua a 650 Volt, a terza rotaia, sulla linea Milano Varese della Rete Mediterranea. Si trattava di una linea molto trafficata e vi vennero immesse 20 automotrici, classificate 5111 ÷ 5130 e 20 rimorchiate similari costruite in Italia dalle Officine Meccaniche di Milano su progetto General Electric Company. Montavano 2 motori per carrello della potenza continuativa di 70 kW, raggiungevano la velocità di 85 km/h fornendo 63 posti a sedere. Il successo fu tale che l'elettrificazione venne prolungata fino a Porto Ceresio. Non essendo sufficienti i rotabili, nel 1903 venne fatta un'ulteriore ordinazione di 5 unità da 40 posti, bagagliaio e postale e l'anno dopo un ulteriore gruppo di 15 rotabili classificati 5131 ÷ 5146, di potenza inferiore ma attrezzate con un dispositivo di telecomando che ne rendeva possibile la composizione multipla. Nel 1925 queste ultime vennero trasferite a far servizio sulla "metropolitana FS" di Napoli, ove vennero accoppiate permanentemente con l'interposizione di una carrozza a due assi.
L'esperimento a corrente trifase ebbe luogo sulla linea della Valtellina della Rete Adriatica e vide l'utilizzo di un mezzo di trazione innovativo che utilizzava non più corrente a bassa tensione ma tensioni oltre i 3000 Volt. Le automotrici elettriche furono di due tipi, cinque, classificate RA 321 ÷ 325 con 24 posti di 1ª classe e 32 di 2ª classe con bagagliaio e postale, e cinque arredate lussuosamente con un salone dotato di divani e tavolini. Queste erano tutte di costruzione Ganz e Mavag e svolsero servizio fino al 1923. Nel 1914 in seguito alla elettrificazione della linea fino a Monza si spinsero fino a Milano, trainate da una locomotiva a vapore nel tratto Milano-Monza. Nonostante la buona qualità e le tecniche innovative tuttavia rimasero l'unico esempio di automotrice trifase.
Alla soglia degli anni trenta l'automotrice elettrica, a terza rotaia, trova la sua specializzazione nei servizi a carattere pendolare su linee a traffico intenso e vicinali delle grandi aree metropolitane di Milano, nella direttrice di Varese e Porto Ceresio e di Napoli. In quest'ultima tuttavia, a partire dal 1935 e in conseguenza della elettrificazione a 3000 Volt della linea Roma-Napoli, anche la "metropolitana" viene trasformata con presa di corrente da linea aerea mediante pantografo, a 3000 volt.
In entrambi i casi si trattava di automotrici pesanti, che dopo la trasformazione a 3 kV verranno denominate E.623. Essendo dotate di avviatore automatico vennero permanentemente accoppiate alle rimorchiate pilota realizzando così dei complessi reversibili che presteranno servizio fino agli anni ottanta.
Negli anni trenta, ebbero successo gli elettrotreni ETR 200. Nel 1935 furono ordinate 12 unità del tipo ALe 792 con cassa a trave tubolare e con largo uso di leghe leggere, con ambedue le testate aerodinamiche; dotate di avviatore automatico erano telecomandabili fino a tre unità. Nello stesso anno ne vennero ordinate altre 10 di sola terza classe che presero il nome di ALe 882. Nel 1938 Breda realizzò anche una versione di lusso in due unità che prese il nome di ALe 402: munita di cucina a bordo, presentava 17 posti di 1ª classe e 23 di 2ª. Raggiungeva la velocità di 130 km/h.

## Automotrici a vapore

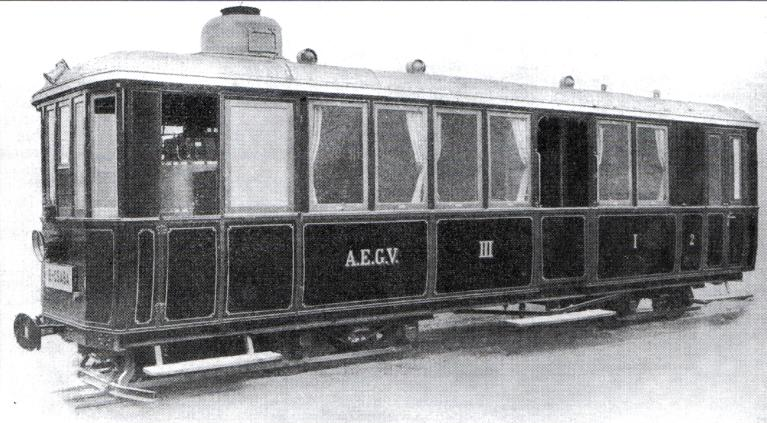
Automotrice a vapore Ganz-DeDion Bouton a vapore del 1900, a scartamento 760 mm

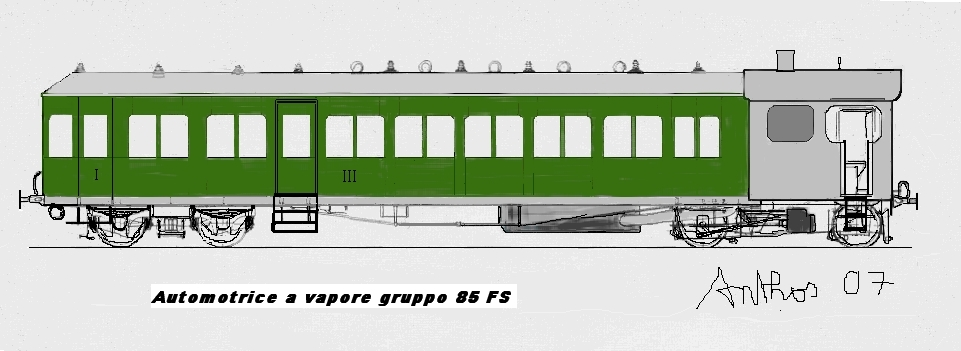
Figurino di un'automotrice a vapore FS del gruppo 85.

La trazione a vapore con locomotive e treni di carrozze passeggeri spesso risultava avere un costo di esercizio eccessivo nelle ferrovie secondarie con pochi passeggeri; allo scopo di ridurre i costi si pensò di accorpare in un solo veicolo sia la locomotiva che il comparto passeggeri. Mantenendo lo schema motore tradizionale, quello a vapore a stantuffi e bielle, furono studiati, in varie nazioni, alcuni prototipi di automotrice a vapore in cui la parte motrice era accentrata sul primo carrello, che quindi risultava complesso e pesante, al quale faceva seguito la carrozza vera e propria con un carrello posteriore di tipo classico. Gli inconvenienti però erano tanti: La caldaia, verticale, per ragioni di ingombro massimo, era piccola e il meccanismo motore ingombrante; le scorte d'acqua e di carbone erano troppo esigue per ragioni di spazio; l'insieme di queste cose si traduceva ovviamente in una potenza limitata e una bassa autonomia. C'era anche il problema della ripartizione delle masse, la cui disposizione squilibrata si traduceva in una cattiva qualità di marcia e un'elevata aggressività verso il binario. Vi era infine l'handicap dei lunghi tempi di approntamento e di rimessaggio del rotabile che per giunta richiedeva la presenza di due agenti a bordo. 
Gli entusiasmi iniziali si ridimensionarono presto, tuttavia fino agli anni dieci in tutta Europa continuarono ad essere fatti esperimenti e approntate configurazioni di ogni tipo, al punto che entro il primo decennio del XX secolo si contavano più di un centinaio di automotrici a vapore ripartite nelle varie amministrazioni ferroviarie.

## Le prime automotrici con motore endotermico

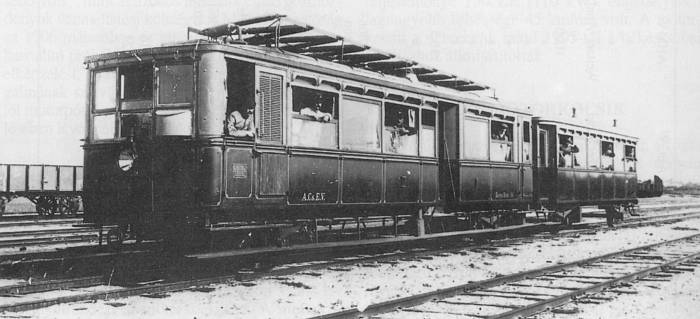
Una delle prime automotrici termiche (n.14 della ACsEV anno 1903 prodotta dalla Johann Weitzer Company (Arad)) di costruzione ungherese

Una delle prime utilizzazioni al mondo di rotabili automotori dotati di motori termici fu quella operata dalla compagnia ferroviaria ungherese ACsEV che dopo il deludente esercizio con automotrici a vapore nel 1903 iniziò a provare automotrici a motori termici a trasmissione elettrica. In seguito alla riuscita dell'esperimento a partire dal 1906 acquistò circa 40 rotabili del tipo; realizzati dalla fabbrica Johann Weitzer di Arad (Weitzer János Gép,- Waggongyár és Vasöntöde Részvénytársaság) montavano motori De Dion-Bouton ed equipaggiamenti elettrico Siemens-Schuckert.
Può sembrare paradossale ma fu la prima guerra mondiale a dare un forte impulso allo sviluppo dei motori endotermici: nei primi anni venti cominciò a manifestarsi un sempre maggiore interesse allo sviluppo di progetti che usassero tale propulsione per muovere una carrozza, dato che l'uso del motore elettrico, pur dando eccellenti risultati, necessitava di complesse e costose linee aeree per alimentarlo con la corrente elettrica, ancor più se si trattava di un sistema trifase e quindi diveniva conveniente solo in presenza di un forte traffico di viaggiatori.
L'anno 1924 fu un anno cruciale: a Berlino, alla stazione di Seddin si tenne un congresso ferroviario in occasione del quale si organizzò un'esposizione di rotabili ferroviari. La delegazione di funzionari delle FS si interessò molto, e volle provarli, a un gruppo di nuove automotrici costruite dalla Deutsche Werke Kiel A.G.(DWK). Si trattava di un rotabile a carrelli che veniva mosso da un motore Mercedes-Benz a 6 cilindri, alimentato a benzolo a ciclo Otto con carburatore; la trasmissione era composta da frizione e cambio meccanico a ingranaggi. Il rotabile era disponibile in varie versioni con motori e scartamento differenti. Nello stesso anno la ditta Romeo di Milano otteneva la licenza di costruzione che venne attuata nello stabilimento CEMSA di Saronno. Nello stesso 1924 venne emanato un decreto che incentivava l'uso di automotrici a motore endotermico così le FS ne ordinarono quattro unità ma ne chiesero la trasformazione dell'alimentazione a miscela di nafta e benzina con l'applicazione di uno speciale carburatore brevettato, Aliverti. Le unità furono la C.8701, poi N.8701, del tipo 1 da 160 CV e le C.8801-03 (poi N.8801-03) da 100 CV.
Nel 1925 anche la Compagnia Generale Tranvie Piemontesi e la Compagnia delle Ferrovie del Mezzogiorno d'Italia (CMFI, Ferrovia Alifana) ne acquisirono una ciascuno. Quest'ultima poi la cedette, assieme a un'altra automotrice AEG-OM, a ciclo Otto e alimentazione mista, alla Società per le Ferrovie Secondarie della Sicilia che le impiegò per molti anni sulla ferrovia Siracusa Ragusa Vizzini.
Il 1924 vide anche, in esperimento, una tra le prime automotrici termiche italiane costruita dalla Breda per le Ferrovie Nord Milano. Era un rotabile con cassa in legno a vestibolo centrale, in stile tranviario, montata su un telaio di ferro, chiodato, a carrelli di cui uno portante e uno motore che aveva i due assi accoppiati per mezzo di una biella e riceveva il moto attraverso un cambio a 4 marce da due motori da 35 kW. Tale rotabile, denominato M-1 forniva 60 posti a sedere e viaggiava alla velocità massima di 60 km/h. Diede molti disservizi, anche per la difficoltà di far marciare in passo i due motori accoppiati, e fu ritirato dal servizio nel 1930.
Tra il 1925 e il 1926 le officine FS di Firenze utilizzando la cassa di una vecchia automotrice a vapore del gruppo 85, costruirono una automotrice dotata di un motore a ciclo Otto, alimentato a nafta, con carburatore riscaldato dai gas di scarico, e una trasmissione elettrica, sicuramente molto più efficiente rispetto alla trasmissione meccanica tradizionale; venne denominata CE.860 (poi N.8301) e rimase utilizzata fino al 1934. Utilizzando la trasmissione elettrica ne vennero costruite ulteriori unità tra cui, intorno al 1928 una per la rete a scartamento ridotto della Sicilia.

## Automotrici Diesel
Il termine "littorina" nell'immaginario popolare evocava fino a qualche tempo fa il materiale rotabile leggero a trazione termica (Diesel, benzina, gas) di qualunque scartamento.  Dato che quantomeno nella colorazione i rotabili appartenenti alle classi ALb 48, ALn 56 e ALn 772 si rassomigliavano, l'uso popolare del termine si è esteso anche ad altri tipi di rotabili automotori, mentre nella terminologia ufficiale delle FS è sempre stato usato il termine "automotrice".
L'allora neologismo, coniato intorno al 1932-1933, non è certo come sia nato: è probabilmente derivato dall’apposizione sul muso dell'automotrice Alb 48 di un fascio littorio (messo davanti alla locomotiva o all’automotrice come spesso accade per i simboli del potere; esempi ne sono le locomotive sovietiche o cinesi con altrettanto vistose simbologie comuniste). Da ricordare che nell'immaginario collettivo futuristico proprio di quell'epoca il treno era considerato un autentico mito di velocità e progresso. Mussolini stesso contribuì al lancio d'immagine di questo mezzo effettuando appositamente un viaggio su una Alb 48 in visita alla stazione di Littoria (oggi Latina), qualche settimana prima della inaugurazione ufficiale della nuova città. Il termine tuttavia risulta enfaticamente usato anche nelle locandine pubblicitarie delle prime ALb 48 dalla stessa casa costruttrice, Fiat, e nell'annuncio della presentazione del nuovo rotabile sul quotidiano di regime Il Popolo d'Italia.
Proprio a causa della capillarità di diffusione delle automotrici in tutta la rete ferroviaria italiana di stato e in concessione il termine si estese a macchia d’olio sopravvivendo ampiamente alla caduta del regime fino a quando la sempre maggiore diffusione dei rotabili moderni e innovativi e il cambio generazionale dell’utenza ferroviaria ha decretato la quasi scomparsa del termine.
Gli esperimenti di trazione termica applicati a rotabili automotori in Europa risalgono di massima agli anni trenta dopo tanti progetti che avevano evidenziato i limiti e l'inaffidabilità dei sistemi a vapore.
Due prototipi di automotrici, la VT.63 Austro-Daimler detta anche Blauer Pfeil di costruzione austriaca nel 1934 e la Micheline, di costruzione francese nel 1932 fecero sensazione per le soluzioni adottate.
La prima era una bassa e profilata vettura a due assi le cui ruote avevano interposto tra l'asse e il cerchione uno pneumatico che serviva a rendere la marcia dolce e senza scosse. Era azionata da due motori a benzina da 60 kW con trasmissione idraulica Voith e raggiungeva i 100 km/ora.
La seconda era un'automotrice articolata, costruita dalla Michelin, con il gruppo cabina-motore a tre assi sul quale era montato un motore Panhard & Levassor a benzina da 70 kW. La trasmissione avveniva attraverso un cambio meccanico sul secondo asse accoppiato per mezzo di una catena di trasmissione al terzo. La carrozza era appoggiata su uno snodo e posteriormente aveva un carrello a due assi. Piccola e leggerissima, pesava a pieno carico appena 6.900 kg; raggiungeva i 70 km/ora. La vera particolarità di questa automotrice era quella di avere al posto delle solite ruote di metallo degli pneumatici veri e propri che facevano presa sulla rotaia assicurando un'aderenza elevata. Un bordino metallico le teneva sul binario. All'ottimo coefficiente di aderenza era però contrapposto l'elevato consumo degli pneumatici, ovviamente di costruzione Michelin. Ambedue i rotabili effettuarono un lungo giro dimostrativo anche in Italia ma non diedero alcun seguito di ordinazione.
La Fiat costruì nel 1931, per la brevissima linea ferroviaria Cerignola Città-Cerignola Campagna, un'automotrice a due assi classificata ALb 25 in grado di trainare un rimorchio di tipo analogo, a due assi. Si trattava di un vero e proprio autobus su rotaia da 25 posti.

Littorina per il trasporto feriti Etiopia nel 1936

Tra il 1932 e il 1933 avvenne la presentazione di un nuovo tipo di automotrice Fiat, bidirezionale, con un singolo motore a benzina, della capienza di 48, 64 e 80 posti con delle prestazioni interessanti in termini di velocità; raggiungevano infatti agevolmente i 110 km/h. Si trattava della prima realizzazione che, abbandonati i vecchi concetti, adottava una cassa leggera montata su due carrelli a due assi di cui uno motore; uno dei carrelli alloggiava il motore, ma nella versione da 80 posti erano motorizzati ambedue. Il modello in oggetto venne al principio denominato Auto 48.xx e solo in seguito prese la numerazione ALb 48.xx.
Il motore a benzina, in Italia, fu presto abbandonato in favore di quello a gasolio, più sicuro nel funzionamento e con curva di coppia motrice più favorevole. 
Fu scelto un modello di automotrice a 56 posti. Le automotrici furono prodotte da Fiat, Breda e Ansaldo a centinaia, anche a comando multiplo e anche in versioni allungate da 80 posti e miste ALDn 32 per servizi di posta e merci.
In Germania ebbe successo un modello di automotrice costruita dalla MAN (Maschinenfabrik Augsburg Nürnberg) a partire dal 1934 costruita su licenza anche in Italia dalle Officine Meccaniche della Stanga e dalle Officine Meccaniche Italiane di Reggio Emilia, acquistate dalla Società Veneta che le immatricolò come ADn 500; dalle Ferrovie del Sud Est che le denominò Ad 01-10; e dalle CCFR dove furono numerate ALn 9000. 

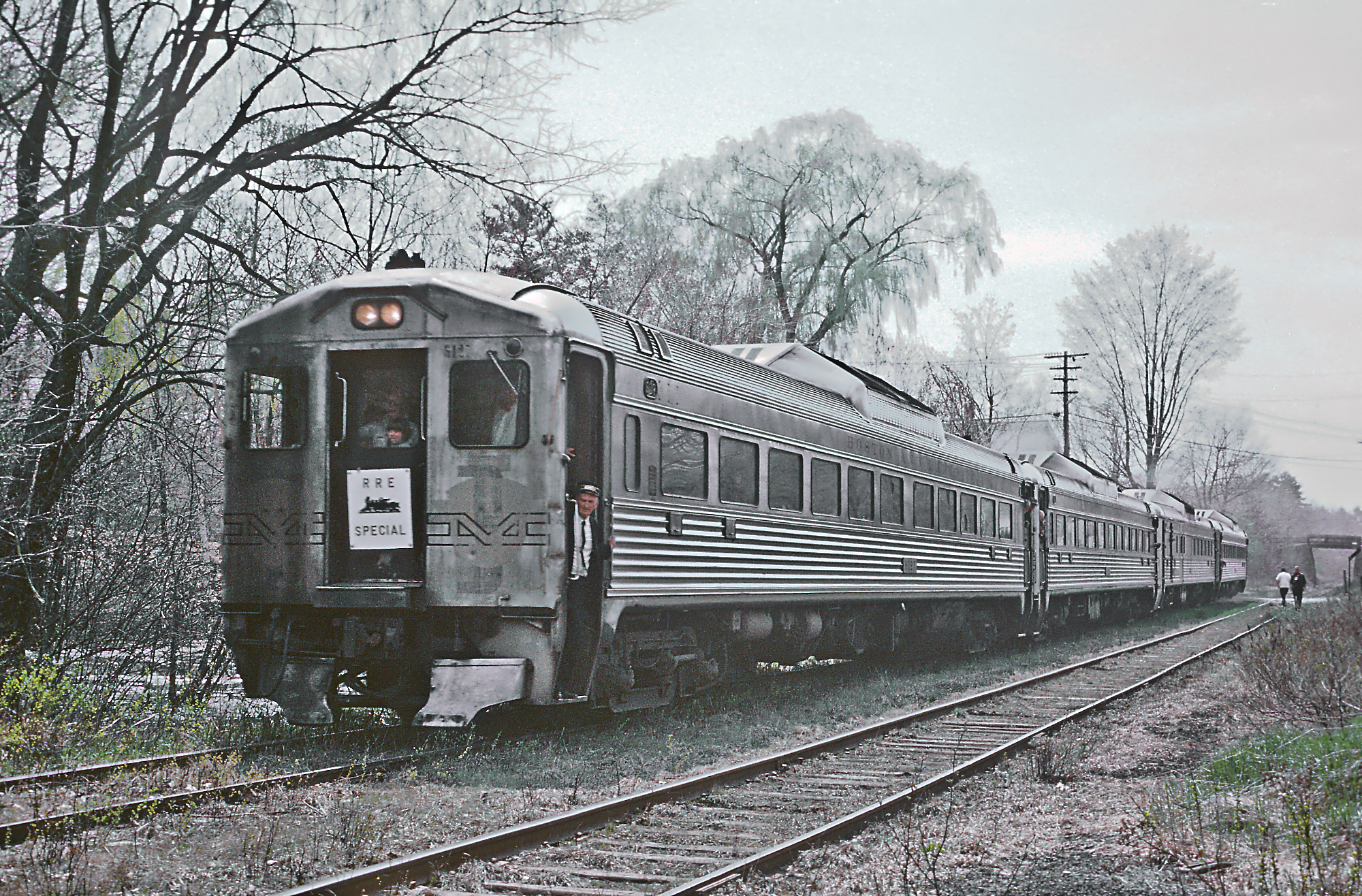
Treno di automotrici Budd della ferrovia Boston and Maine

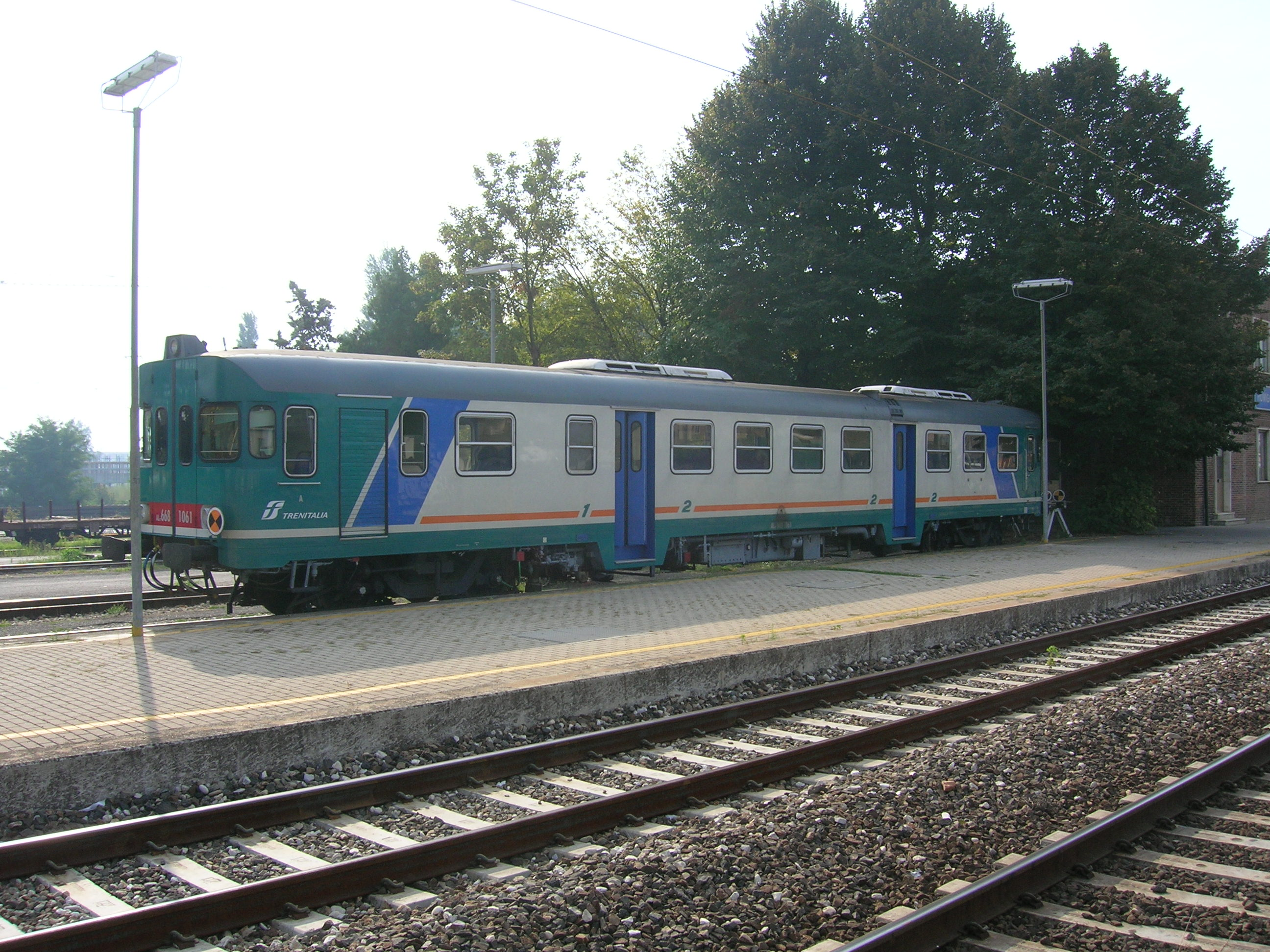
Automotrice Fiat 668 della serie 1000 con motore turbocompresso

Nel Dopoguerra si diffuse l'uso di motori sottocassa nei rotabili nella soluzione del motore a sogliola.
Negli Stati Uniti d'America intorno al 1932 la Budd Company iniziò a produrre automotrici, ma la produzione di una grande serie avvenne intorno al 1949 quando produsse una serie di veicoli definiti Budd Rail Diesel Car.

## Automotrici ad alimentazione alternativa
A partire dal 2000, in conseguenza di una maggiore sensibilità ai problemi ambientali, iniziò la progettazione di veicoli automotori più rispondenti alla necessità di abbattere le emissioni inquinanti. 
Nel 2012 in Germania la compagnia ferroviaria statale LNGV iniziò a sostituire le locomotive diesel da manovra con nuove a idrogeno. Nacque così anche la progettazione di automotrici, per servizio viaggiatori, alimentate ad idrogeno e altre soluzioni sperimentali con alimentazione ad accumulatori di nuova generazione. La Stadler ha venduto il suo primo FLIRT H₂, per trasporto passeggeri negli Stati Uniti nel 2019. Il 17 settembre 2018, un treno a idrogeno, virtualmente a zero emissioni, Alstom Coradia iLint da 300 passeggeri ha iniziato a circolare in Bassa Sassonia, nel Nord della Germania, sulla tratta Cuxhaven - Bremerhaven - Bremervörde - Buxtehude di circa 160 chilometri; è il primo di una serie di 14 treni già ordinati. In Italia FNM e Alstom hanno presentato nel corso di EXPO Ferroviaria 2023 il 1° treno a idrogeno HMU 214.003, che dopo una prima fase di prove, entrerà in servizio sulla linea Brescia-Iseo-Edolo nel 2025. Nel marzo 2024 il secondo treno ad idrogeno HMU 214.002, è stato inviato da Savigliano allo stabilimento Alstom di Salzgitter per dei test.